# Thomas Doughty (Seefahrer)

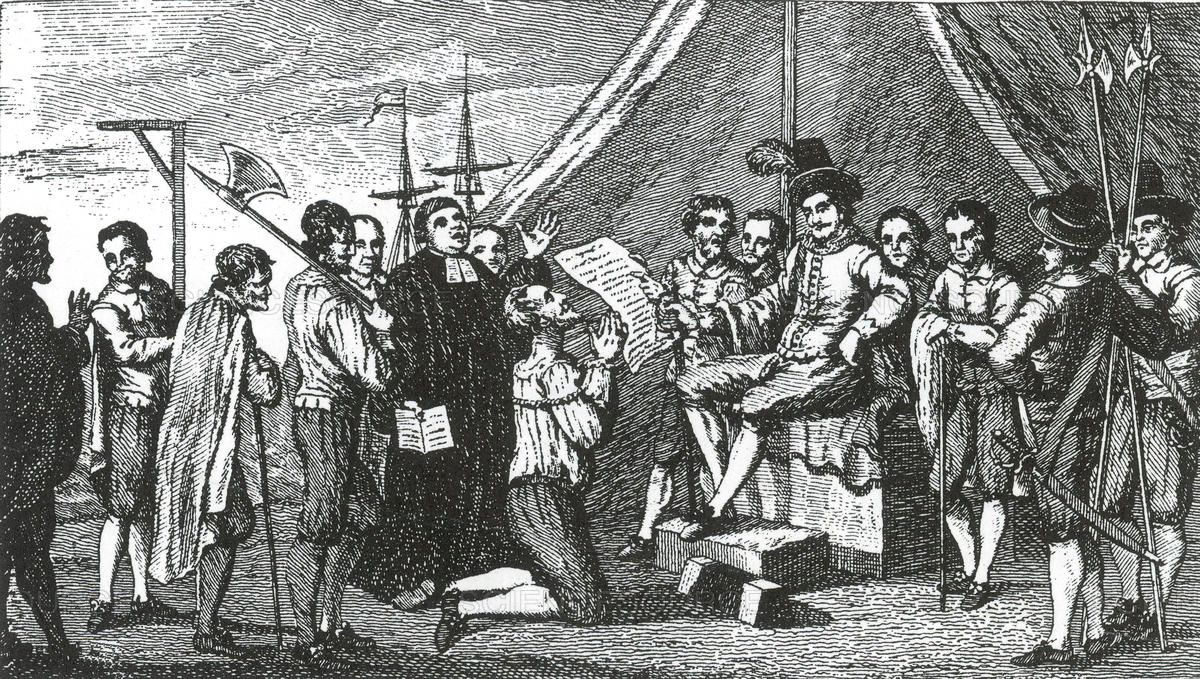
Prozess gegen Thomas Doughty

Thomas Doughty (* 1545 in Plymouth; † 2. Juli 1578 in Puerto San Julián) war ein englischer Soldat und Gentleman. Er war Teilnehmer der Weltumsegelung des Francis Drake und wurde von diesem wegen Meuterei hingerichtet.

## Leben
Thomas Doughty war Soldat in der englischen Armee und später Sekretär Christopher Hattons, eines Captains der königlichen Leibgarde. Doughty kannte Drake von dessen Unterstützung des Grafen von Essex in Irland (1575). Er wurde Teilnehmer auf Francis Drakes Weltumsegelung und war zwischenzeitlich Kommandant der Mary, einer erbeuteten portugiesischen Karavelle. Doughty zeigte sich in der Folge wiederholt unzufrieden mit Drakes Anweisungen und Maßnahmen und versuchte auch die Mannschaft gegen ihren Anführer aufzuwiegeln. Er wurde am 1. Juli 1578 in Puerto San Julián der Meuterei angeklagt und schuldig gesprochen. Einen Tag später wurde Doughty an Ort und Stelle exekutiert.
Da Doughty der persönliche Sekretär von Christopher Hatton war, wird der Namenswechsel von Drakes Schiff, der Pelican, in Golden Hinde oft als besänftigende Geste gegenüber seinem Geldgeber Hatton verstanden. Dafür spricht zumindest die zeitliche Übereinstimmung beider Geschehnisse: So heißt es im Logbuch der Golden Hinde vom 20. Juni 1578: Thomas Doughty vor Gericht gestellt und wegen Meuterei hingerichtet. (...) Pelican in Golden Hind umbenannt.